# أندريه لافروف
أندريه لافروف (Andrey Lavrov) (الروسية: Андрей Иванович Лавров) هو لاعب أولمبي لرياضة كرة اليد من روسيا. شارك في الأولمبياد الصيفي في 1988–2004، وفاز بما مجموعه 4 ميداليات.

## الميداليات
| ذهب | فضة | برونز | المجموع |
| 3   | 0   | 1     | 4       |

## روابط خارجية
- أندريه لافروف على موقع الاتحاد الأوروبي لكرة اليد (الإنجليزية)
- أندريه لافروف على موقع اللجنة الأولمبية الدولية (الإنجليزية)
- أندريه لافروف على موقع أوليمبيديا (الإنجليزية)